# ライアン・ジンキ
ライアン・キース・ジンキ（英語: Ryan Keith Zinke、1961年11月1日 - ）は、アメリカ合衆国の政治家。共和党所属の連邦下院議員（モンタナ州第1選挙区選出）。
2017年3月から2019年1月まで内務長官を務め、それ以前はモンタナ州議会上院議員、同州選出連邦下院議員を歴任した。

## 経歴
1961年11月1日にジーン・モンタナ・ピーターセンとレイ・デール・ジンキの子としてモンタナ州ボーズマンで誕生し、その後はホワイトフィッシュで過ごす。オレゴン大学で学士号を得た後、1993年にカリフォルニア州のナショナル大学でMBA（経営管理論修士）を取得した。2003年にサンディエゴ大学で修士号を得た。
1986年2月から2008年2月までネイビーシールズに在籍し、海軍中佐で退役した。

### 政治経歴
2008年に共和党からモンタナ州上院議員に当選し、2009年1月から2013年1月まで在任した。2014年に共和党から連邦下院議員（モンタナ州全州選挙区）に55.4パーセントの得票で当選し、2016年には56.2パーセントの得票で再選された。
2016年12月16日にドナルド・トランプ次期大統領によって内務長官に指名され、2017年3月1日に上院において賛成68・反対31で承認され、正式に就任した。
上院委員会の指名承認公聴会において、ジンキは内務長官としての最優先事項の1つは、国立公園における125億ドルに及ぶメンテナンス修理の未処理分に対応することだと述べた。しかし土地取引に絡む汚職疑惑など複数の疑惑が浮上したことから、野党である民主党からの攻撃対象となり、2018年12月15日にトランプが自身のツイッターでジンキの年内の内務長官退任を発表した。
2022年の中間選挙にモンタナ州第1選挙区（2020年国勢調査の結果をもとに全州選挙区が分割され新設）から共和党候補として立候補し、ライバルの民主党候補を僅差で退け当選した。

## 家族
1992年8月にロリータ・ハンドと結婚し、3人の子女が誕生した。